# مطار باكو
مطار باكو (Baco Airport) (إياتا: BCO، إيكاو: HABC) هو مطار جديد يخدم جينكا وباكو، إثيوبيا. بُني المطار على بعد 3 كيلومتر (1.9 ميل) جنوب جينكا.

## روابط خارجية
- OpenStreetMap - جينكا
- مطاراتنا - مطار باكو
- هبوط المطر - جينكا
- تاريخ الحوادث لـ (Baco Airport) على شبكة سلامة الطيران.